# ニュー全日本女子プロレス
ニュー全日本女子プロレス（ニューぜんにほんじょしプロレス）は、日本の女子プロレスプロモーション。運営は田島企画。

## 歴史
全日本女子プロレス（以降「旧全日本女子」）が解散した翌年の2006年6月に設立。7月28日、館林市民体育館で旗揚げ戦を開催。
旗揚げ当初は旧全日本女子の会長だった松永高司はニュー全日本女子との関係について否定していたが、後に松永家から許可を得て「ニュー」を外して「全日本女子プロレス」の名称で開催している。ただし、メディアなどでは従来通り「ニュー全日本女子プロレス」と呼ばれている。
興行は東日本（東京以外の関東と東北など）で開催している。